# Golden Greats (álbum de Ian Brown)
Golden Greats é o 2° álbum solo do artista britânico Ian Brown, lançado no dia 11 de agosto de 1999.

## Faixas
1. "Gettin' High" – 4:01
2. "Love Like a Fountain" – 5:14
3. "Free My Way" – 4:19
4. "Set My Baby Free" – 4:26
5. "So Many Soldiers" – 5:16
6. "Golden Gaze" – 3:56
7. "Dolphins Were Monkeys" – 5:06
8. "Neptune" – 3:32
9. "First World" – 5:07
10. "Babasónicos" – 4:05